# Typologie linguistique
La typologie linguistique est une branche de la linguistique et un mode de classification des langues, qui s’occupe de l’établissement de groupes selon certains traits structurels communs, par lesquels ils se distinguent,,.
Cette typologie diffère d’autres modes de classification des langues. L’une est généalogique, concernant l’étude comparative historique des ressemblances et différences entre langues apparentées, établissant des classes généalogiques (familles de langues et branches à l’intérieur de celles-ci). La typologie linguistique se distingue également de l’étude des langues en contact, y compris non apparentées, qui s’influencent réciproquement, groupées en unions linguistiques,, comme l’union linguistique balkanique.
La typologie linguistique est une discipline synchronique, c’est-à-dire elle traite les langues en leur état actuel. Cependant, une langue peut aussi être étudiée du point de vue de l’évolution de son type structurel, qui peut changer. Ainsi, des langues comme le français, le bulgare ou l’anglais ont-elle évolué du type morphologique synthétique vers le type analytique (voir plus bas).
Aucune langue n’est d’aucun type de manière absolue. Les types sont des abstractions théoriques, établies par raisonnement déductif, et l’appréciation de l’encadrement d’une langue particulière dans un type ou un autre est quantitatif et comparatif, chaque langue étant plus ou moins proche du type idéal. Par exemple, on ne peut parler que de langues plus ou moins analytiques, respectivement plus ou moins synthétiques que d’autres,,.
L’étude typologique des langues va de pair depuis ses débuts avec celle des universaux linguistiques. Ce sont des traits communs à toutes ou à la plupart des langues, parmi lesquels on choisit les paramètres typologiques qui servent à établir la typologie linguistique. La catégorie « sujet », par exemple, est un tel paramètre. L’existence de cette fonction syntaxique est quasi-universelle, mais certaines possibilités de son expression distinguent entre eux certains groupes de langues. Ainsi y a-t-il des langues comme l’italien ou le roumain, dans lesquelles le sujet peut ne pas être exprimé par un mot à part, mais seulement par la désinence du verbe, appelées en anglais des langues pro-drop (de pronoun-dropping « chute du pronom »), en contraste avec des langues comme le français ou l’anglais, appelées langues non-pro-drop, où cette possibilité est limitée, non caractéristique.
Le classement typologique ne groupe pas les langues prises chacune dans son ensemble, comme le fait le classement généalogique, mais sur la base de certains de leurs traits structurels communs. Par conséquent, une langue donnée peut faire partie de plusieurs groupes typologiques. Le BCMS, par exemple, fait partie du groupe des langues qui n’ont pas d’article défini, avec le russe et d’autres langues slaves, et en même temps du groupe des langues qui ont des pronoms personnels clitiques (atones, conjoints), avec les langues romanes.
Un trait commun à un groupe n’est pas unique, mais s’associe à d’autres traits communs au même groupe. Par exemple le caractère postposé de l’article défini est en relation avec le fait que le déterminé (le terme régissant) précède normalement son épithète ou son complément, comme en roumain. Une association plus complexe est celle du caractère pro-drop avec une flexion verbale riche, la possibilité d’intervertir les places du sujet et du prédicat, la possibilité d’extraire le sujet de la proposition subordonnée, etc..

## Typologies linguistiques
Il y plusieurs typologies linguistiques selon les domaines de la langue : morphologie, syntaxe, phonologie, prosodie, lexique.

### Typologie morphologique
Cette typologie est la première à être apparue, au début du XIXe siècle, grâce aux frères Friedrich et August Wilhelm Schlegel, qui ont distingué les langues synthétiques des langues analytiques et, dans le cadre des langues synthétiques, les langues flexionnelles (appelées aussi fusionnelles) et les langues agglutinantes. Plus tard, au même siècle, Wilhelm von Humboldt a introduit dans la typologie les langues polysynthétiques (appelées aussi incorporantes) comme des langues caractérisées par un degré supérieur de synthétisme. « Typologie morphologique » est une appellation traditionnelle. En fait elle est morphosyntaxique, vu que le système morphologique est étroitement lié au système syntaxique.
Au XXe siècle, Edward Sapir a précisé et diversifié la typologie morphologique dans la perspective de la façon dont la structure morphologique des mots exprime les rapports entre eux dans la phrase, ce qui se reflète aussi dans le nombre de morphèmes qui constituent un mot. Ainsi existe-t-il, :
- des langues analytiques, qui emploient prioritairement des marques grammaticales du type mots, telles qu’adpositions (prépositions ou/et postpositions) et verbes auxiliaires, un mot tend donc à constituer un seul morphème, soit lexical, soit grammatical ;
- des langues isolantes (appelées aussi monosyllabiques ou amorphes), dans lesquelles l’analytisme atteint son degré maximal, les mots étant pratiquement invariables ;
- des langues synthétiques, qui préfèrent les affixes liés au radical du mot à sens lexical, le mot tendant ainsi à comprendre plusieurs morphèmes, tant lexicaux que grammaticaux ;
- des langues agglutinantes, une sous-classe de langues synthétiques où les morphèmes tendent à être bien délimités les uns des autres et d’exprimer un seul élément de sens ;
- des langues flexionnelles (fusionnelles), langues synthétiques où les morphèmes tendent à ne pas être bien délimités et à exprimer plusieurs éléments de sens, des marques grammaticales étant parfois, dans certaines langues, incluses dans le radical à sens lexical (flexion appelée interne) ;
- des langues polysynthétiques (incorporantes), dans lesquelles un mot cumule un nombre relativement grand de morphèmes, tendant à constituer toute une phrase.

À part ces types généraux, il y en qui concernent des aspects plus restreints.
L’un des paramètres typologiques morphologiques est le cas grammatical. Les moyens pour exprimer les cas opposent les langues synthétiques, où ils se réalisent en priorité par des affixes grammaticaux du type désinences (par exemple en latin), aux langues analytiques, qui les expriment plutôt par des adpositions, comme en français.
Un autre paramètre typologique est l’article, premièrement par son existence dans certaines langues, comme les langues romanes, par rapport à son absence dans des langues comme le latin, le finnois ou le russe. L’article défini distingue aussi des langues par sa place par rapport au mot déterminé. On distingue par cela le type des langues à article défini antéposé, comme toutes les langues romanes, à l’exception du roumain, et le type à article défini postposé, qui regroupe le roumain avec l’albanais et le bulgare.
Le paramètre appelé « contrôle » distingue des groupes de langues selon que le sujet, par exemple, exprime ou non par des marques grammaticales le fait qu’il contrôle l’action qu’on lui attribue. Dans une langue comme le français, il ne l’exprime pas, mais dans certaines langues caucasiennes, si dans une phrase comme Jean a roulé dans l’herbe, le sujet l’a fait volontairement, en contrôlant donc son action, alors il est à un certain cas, et si cela lui est arrivé sans qu’il le veuille, il est à un autre cas.
L’utilisation ou non de la copule correspondant à « être » dans la construction du prédicat nominal distingue également des groupes de langues, par exemple le français (Jean est malade), l’anglais (John is ill) ou le roumain (Ion este bolnav), respectivement le russe (Иван больной Ivan bolnoï) ou l’arabe.
Le pronom aussi a dans diverses langues des caractéristiques qui sont en même temps des paramètres typologiques. Il s’agit premièrement de son existence dans la plupart des langues par rapport à son absence dans certaines langues, comme le japonais. Un autre paramètre est l’existence des formes clitiques de pronoms (ex. dans les langues romanes) par rapport à leur absence en latin ou en russe. Un paramètre lui aussi lié au pronom distingue des langues qui expriment la politesse par des pronoms personnels spécialisés pour ce rôle, comme le roumain, et des langues qui ne le font pas par ce procédé, comme l’anglais. Il y a aussi des langues où le pronom correspondant à nous a des formes différentes en fonction de l’inclusion ou de l’exclusion de l’interlocuteur, comme en khoïkhoï (langue d’Afrique du Sud), par rapport à des langues où nous a une seule forme, qu’il soit employé inclusivement ou exclusivement. Il y a également des langues qui distinguent l’inanimé par des formes spécifiques de pronoms personnels, comme l’anglais it, par rapport à des langues qui ne font pas cette distinction par les pronoms.
Certaines langues se distinguent par l’expression de l’animé par le cas grammatical, comme le russe, où le cas accusatif des animés masculins est identique au cas génitif, alors que l’accusatif des inanimés neutres et masculins est pareil au nominatif.

### Typologie syntaxique
Cette typologie a connu un développement accéléré dans les dernières décennies du XXe siècle.

#### Paramètres typologiques liés à l’ordre des mots
L’ordre des mots en général peut être plus ou moins fixe, respectivement libre. On distingue en fonction de cela, non pas de manière absolue, des langues à ordre fixe, à ordre libre et un type intermédiaire, à ordre relativement libre. Il existe une relation entre ordre des mots et type morphologique général des langues. Plus une langue est synthétique, plus son ordre des mots est libre, l’expression des rapports grammaticaux étant assurée par des affixes, le rôle de l’ordre étant moins important à cet égard. Inversement, plus une langue est analytique, plus l’ordre des mots est fixe, tendant à compenser le rôle des affixes dans l’expression des rapports grammaticaux.
L’ordre des mots restreint à la place du déterminé nominal par rapport à son déterminant divise les langues appelées en anglais head-first (littéralement « tête la première », celui-ci étant le déterminé) et head-last (litt. « tête la dernière »), avec le déterminé après le déterminant. Le roumain, par exemple est head-first et le hongrois head-last.

#### Autres paramètres typologiques syntaxiques
Les clitiques pronominaux sont un paramètre typologique non seulement morphologique mais aussi syntaxique, selon que dans certaines langues, dans la phrase sans mise en relief il exclut la présence du complément exprimé par le mot qu’il remplace, comme en français, ou qu’il double obligatoirement dans certains cas ce complément en phrase sans mise en relief, comme en roumain, ex. Îl văd pe Ion « Je vois Ion », Îi dau lui Ion « Je donne à Ion ».
L’adposition distingue des types de langues tout d’abord par son poids dans la réalisation des relations de cas (langues analytiques vs langues synthétiques), ensuite selon que certaines langues préfèrent les prépositions, comme les langues romanes, ou les postpositions, comme le japonais.
Le sujet différencie des langues également par deux paramètres. L’un les divise en langues pro-drop et non-pro-drop (voir plus haut), l’autre par sa position par rapport au prédicat et au COD : SOV, SVO, VSO, etc.
Le paramètre « accord » divise les langues en celles où il y a accord en certains traits grammaticaux (genre, nombre, etc.) entre constituants de la phrase, et en langues où il n’y en a pas,. Par exemple, concernant l’épithète, le français se classe dans le premier type et le hongrois dans le second.

### Typologie phonologique
Pour ce qui est de la nature des phonèmes, on peut distinguer, par exemple, les langues à clics (catégorie de consonnes produites dans la bouche sans que la participation de la respiration soit nécessaire,), comme le zoulou, par rapport aux langues qui n’en ont pas.
Certaines langues sont groupées selon le nombre de certains types de phonèmes et concrètement les phonèmes compris dans ce nombre. On distingue, par exemple, les langues ayant le nombre minimal de trois voyelles (/i/, /u/ et /a/), ex. l’arabe du Maroc, de celles qui en ont cinq, (/e/ et /o/ en plus), ex. le swahili, l’espagnol ou le japonais, etc..
Il existe aussi des types de langues selon la nature du phone qui peut constituer le noyau de la syllabe. Dans l’un des groupes, seules les voyelles le peuvent, dans d’autres certaines consonnes aussi (surtout /r/, /l/, /n/, /m/). Tels sont le tchèque (ex. Brno [br.no])), BCMS (ex. vrt [vr̩t] « jardin », bicikl [bit͡si.kl̩] « bicyclette ») ou l’anglais : ex. bottle [bɒ.tl̩] « bouteille », button [bʌ.tn̩] « bouton ».

### Typologie prosodique
Dans le domaine prosodique, l’une des distinctions est entre les langues à accent tonique et les langues à tons, selon que c’est l’un ou les autres qui prédominent.
L’accent tonique, un phénomène par lequel le phone qui constitue le noyau d’une syllabe est mis en évidence par rapport aux autres noyaux de syllabe, est dominant dans toutes les langues d’Europe, par exemple. La place de l’accent dans les mots polysyllabiques est un paramètre qui divise les langues en celles à accent mobile (dit aussi libre) de celles à accent fixe (possible seulement sur une certaine syllabe). Les langues du second groupe se divisent à leur tour selon la syllabe qui peut porter l’accent (la première, la dernière, etc.). Dans les langues à accent mobile, sa place peut distinguer des sens lexicaux et grammaticaux de mots contenant les mêmes phones, par exemple (ro) mobilă « meuble » (objet de mobilier) – mobilă « mobile » (adjectif au féminin) – mobilă « il/elle meubla ».
Dans les langues à tons, ce sont ceux-ci qui jouent pour la plupart le rôle de l’accent dans les autres. Le ton est défini comme le niveau de hauteur du phone ou la variation de sa hauteur dans une syllabe. Des langues à tons sont surtout celles qui sont isolantes à mots monosyllabiques pour la plupart, dans lesquelles les tons ont un rôle important pour distinguer les sens lexicaux et grammaticaux des mots constitués des mêmes phones, ex. (zh) mā (ton haut constant) « mère » – má (ton ascendant) « chanvre » – mǎ (ton descendant-ascendant) « cheval » – mà (ton brusquement descendant) « gronder » (transitif) – ma (sans ton) particule interrogative.

### Typologie lexicale
Généralement, le domaine du lexique présente un intérêt typologique réduit, sauf la formation des mots, qui tient aussi de la morphologie, parce que le sens lexical des mots a moins à faire avec la structure des langues que la morphologie, la syntaxe, la phonologie ou la prosodie. Cependant, certains aspects lexicaux liés à des aspects syntaxiques peuvent avoir un intérêt typologique. Tels sont les verbes de mouvement, en fonction de la construction desquels on distingue deux types de langues selon la façon dont elles expriment le mode et la direction du mouvement par le radical verbal même et un mot à part ou un affixe.
Les langues dites « à cadrage satellitaire » (ou « à cadre de satellite »), (en) satellite-framed, comme l’anglais, expriment typiquement le mode du mouvement par le verbe même et sa direction par un mot à part (un satellite), alors que les langues appelées « à cadrage ou à cadre verbal », (en) verb-framed, comme l’espagnol, expriment typiquement la direction du mouvement par le verbe même et son mode par un mot à part ou un affixe, ce qui se reflète souvent dans les traductions, par exemple :
(en) The bottle floated out of the cave « La bouteille a flotté hors de la grotte » – (es) La botella salió de la cueva flotando « La bouteille est sortie de la grotte en flottant ».
En hongrois, langue finno-ougrienne à cadrage satellitaire, le mot à part qui exprime la direction du mouvement devient, dans certains cas, un préfixe appelé aussi préverbe, ex. Csak a gyerekek ültek fel a lóra « Seuls les enfants sont montés sur le cheval » (litt. « Seuls les enfants se sont assis en haut sur le cheval ») (le sujet mis en relief) vs A gyerekek felültek a lóra « Les enfants sont montés sur le cheval ».
Des langues à cadrage satellitaire sont les langues indo-européennes autres que les langues romanes, les langues finno-ougriennes, le chinois et d’autres, et à cadrage verbal – les langues romanes, les langues sémitiques, les langues polynésiennes, le japonais, le coréen, etc.
Comme tous les types de langues, ceux-ci non plus ne sont pas purs mais représentent seulement des préférences. Ainsi, l’anglais, langue à cadrage satellitaire, a-t-il aussi des verbes qui incluent l’expression de la direction mais, de façon significative, ils sont majoritairement empruntés au français, langue à cadrage verbal, et utilisés surtout dans le registre de langue soutenu, ex. enter « entrer », exit « sortir », descend « descendre », pass « passer ». De même, les langues à cadrage verbal ne sont pas dépourvues de verbes qui incluent l’expression du mode de déplacement, tels courir, se promener, voler, etc.

## Sources bibliographiques
- (ru) Andrews, Edna, Russian [« Langue russe »], SEELRC, 2001 (lire en ligne)
- (hr) Barić, Eugenija et al., Hrvatska gramatika [« Grammaire croate »], Zagreb, Školska knjiga, 1997, 2e éd., 683 p. (ISBN 953-0-40010-1)
- (ro) Bidu-Vrănceanu, Angela et al., Dicționar general de științe. Științe ale limbii [« Dictionnaire général des sciences. Sciences de la langue »], Bucarest, Editura științifică, 1997 (ISBN 973-44-0229-3, lire en ligne)
- (en) Browne, Wayles et Alt, Theresa, A Handbook of Bosnian, Serbian, and Croatian [« Manuel de bosnien, serbe et croate »], SEELRC, 2004 (lire en ligne)
- (en) Bussmann, Hadumod (dir.), Dictionary of Language and Linguistics [« Dictionnaire de la langue et de la linguistique »], Londres – New York, Routledge, 1998 (ISBN 0-203-98005-0, lire en ligne)
- (ro) Constantinescu-Dobridor, Gheorghe, Dicționar de termeni lingvistici [« Dictionnaire de termes linguistiques »] (DTL), Bucarest, Teora, 1998 (sur Dexonline.ro)
- (en) Crystal, David, A Dictionary of Linguistics and Phonetics [« Dictionnaire de linguistique et de phonétique »], Oxford, Blackwell Publishing, 2008, 4e éd., 529 p. (ISBN 978-1-4051-5296-9, lire en ligne)
- Dubois, Jean et al., Dictionnaire de linguistique, Paris, Larousse-Bordas/VUEF, 2002 (lire en ligne)
- (en) Eifring, Halvor et Theil, Rolf, Linguistics for Students of Asian and African Languages [« Linguistique pour les étudiants en langues asiatiques et africaines »], Oslo, Université d’Oslo, 2005 (lire en ligne)
- Szende, Thomas et Kassai, Georges, Grammaire fondamentale du hongrois, Paris, Langues et mondes – l’Asiathèque, 2007, 573 p. (ISBN 978-2-915255-55-3, lire en ligne)